# Маслов, Александр Иванович (генерал-лейтенант)
Алекса́ндр Ива́нович Ма́слов (30 марта 1934, дер. Стрелка, Мордовская автономная область — 8 сентября 1995, Москва) — генерал-лейтенант авиации, участник ликвидации Чернобыльской аварии, участник в боевых действиях в Афганистане на аэродроме Баграм.

## Биография
Штурман 1 класса. Летал на бомбардировщике ИЛ-28, затем был пилотом вертолетов МИ−4 и МИ-6.
Штурман-инструктор, преподавал в Тамбовском авиационном училище (заместитель начальника училища).
Позже был переведен в аппарат ЦК КПСС по линии армии.
С 1980 года вновь был возвращен в ВВС в качестве заместителя командующего 4-й воздушной армией СГВ.
С конца 1980-х гг. — начальник Управления кадров Главного политического управления Советской армии и Военно-Морского Флота.
Делегат XXVIII съезда КПСС. С 1992 года — в запасе.
Супруга — Тамара, военная рабочая. Двое детей — Владимир и Ирина. У Владимира двое дочерей — Александра (2009 г.р.) и Мария (1999 г.р.).